# Соната для скрипки и фортепиано (Франк)
Соната для скрипки и фортепиано ля мажор FWV 8 (1886) — одно из наиболее известных и репертуарных произведений Сезара Франка. Является одним из общепризнанных образцов концертного и педагогического репертуара скрипача. Посвящена бельгийскому скрипачу Эжену Изаи.

## История создания и исполнения
В первый период творчества С. Франк часто обращался к фортепиано, так как вёл активную концертную деятельность, нередко выступая со своими сочинениями, которые в основном представляли собой парафразы, переложения, вариации салонно-виртуозного характера. Несмотря на то, что в первую очередь композитор был известен как органист (написал свыше ста тридцати пьес для органа) и автор симфонических произведений, свой творческий путь Франк начал именно с камерной музыки (первые сочинения — четыре фортепианных трио 1841—1842 гг.). К ней он возвращается и в зрелом периоде творчества, создав ряд выдающихся произведений музыкальной литературы в этом жанре (Струнный квартет D-dur, Фортепианный квинтет f-moll, Скрипичная соната). Скрипичная соната является единичным обращением композитора к этому жанру камерной музыки.
Скрипичная соната Франка написана в 1886 году. Распространено мнение (его, в частности, придерживался Пабло Казальс), что первоначально она была задумана как виолончельная, однако композитор переработал её в скрипичную. Её рукопись Франк отправил в качестве свадебного подарка в Брюссель своему земляку и первому её исполнителю, знаменитому бельгийскому скрипачу Эжену Изаи. Шарль Борд (ученик Франка) вручил сонату артисту в день свадьбы. «Ничто на свете не могло бы доставить мне больше чести и счастья, — сказал будто бы Изаи. — Это подарок не мне одному, а всему миру; чтобы передать его, я приложу все силы артиста и страстного почитателя гения „папаши Франка“, ещё непризнанного…». Соната стала одним из любимых произведений скрипача, игравшего её до конца своей продолжительной исполнительской карьеры во многих странах мира. Первое исполнение произошло 26 сентября 1886 года в день свадьбы Изаи, партию фортепиано исполнила французская пианистка Мари Борд-Пен. 16 декабря того же года Изаи исполнил сонату Франка публично также с Борд-Пен, в присутствии автора на концерте, посвящённом его творчеству, в брюссельском артистическом Кружке двадцати, в зале выставок Musée Moderne. В Париже соната прозвучала впервые 24 декабря 1886 года в концерте Национального общества и имела значительный успех. На концерте присутствовал К. Сен-Санс, который дал сонате противоречивый отзыв. Изаи неоднократно исполнял её и в России. В ноябре 1895 года Изаи играл её в Петербурге и в Москве. 19 января 1910 года в камерном концерте Эжен Изаи играл сонату с А. Б. Гольденвейзером, который писал об игре бельгийского скрипача: «Особенно удивительно, поистине вдохновенно была сыграна им превосходная соната Франка». В ноябре того же года Изаи вновь играл в России сонату, на этот раз с Раулем Пюньо — своим постоянным партнером.
Партия скрипки была впоследствии переложена для различных инструментов, в том числе и для флейты. Аранжировка для виолончели, выполненная французским виолончелистом Жюлем Дельсаром, была одобрена самим Франком. Альфред Корто выполнил переложения для одного и двух фортепиано.

## Структура и характеристика
В сонате ярко проявился принцип «циклического тематизма» или «сквозного развития», характерный для творчества Франка и в особенности для его симфонических произведений, при котором музыкальный цикл связан одним мотивом, появляющимся во всех частях, что придаёт структуре произведения большу́ю устойчивость и законченность. В. д`Энди называл это «циклической структурой сочинения», под которой понимал появление в различных частях характерной, легкоузнаваемой мелодической мысли, которая рассматривается как сквозная идея произведения в целом.
Соната четырёхчастная, три части (первая, вторая и четвёртая) написаны в своеобразно интерпретируемой сонатной форме. Ведущую роль в произведении играют лирические образы первой части — Allegretto ben Moderato (A-dur). Вторая часть — бурное, романтического типа сонатное Allegro (d-moll), с сжатой разработкой и завершающей стремительной кодой. Recitativo-Fantasia представляет собой необычную для сонатного цикла свободно построенную и соединяющую два раздела своеобразную сольную каденцию-монолог и широкую лирическую арию. В финале Allegretto. Росо mosso (A-dur), где объединяются темы из предшествующих частей сонаты, сонатная форма представлена в необычном взаимодействии с рондо, а темы изложены полифонически в виде канона.
Последовательность частей:
1. Allegretto ben moderato
2. Allegro
3. Recitativo-Fantasia (ben moderato)
4. Allegretto poco mosso

## Интерпретации
Л. Ауэр писал о четырёхчастном цикле Сонаты как о четырёх стадиях эволюции «одного душевного состояния или настроения, в основном выражающего чувство печали. При исполнении Сонаты скрипач должен порою передавать скрытую душевную боль сдерживаемых слёз. И безмятежная радость последней части — как бы „не от мира сего“». По его мнению, глубина содержания произведения вступает в противоречие с устремлениями многих скрипачей, которые «более склонны выражать плотские, мирские чувства, чем душевные движения».
В музыковедческой литературе высказывается предположение, что одним из прообразов неоднократно описанных фрагментов Сонаты и Септета в цикле романов Марселя Пруста «В поисках утраченного времени» композитора Вентейля является соната Франка. Темп Сонаты Вентейля, по М. Прусту, «спокойный», «развивается до стремительного и опять стихает», что соответствует темповым характеристикам сонаты Франка. Соната Вентейля написана соотечественником героя и его современником для скрипки и фортепиано, «произвела большое впечатление в группе передовых композиторов» и «неизвестна широким кругам». В письме Марселя Пруста Рюбо Газалу писатель замечал: «Анданте сонаты для фортепиано и скрипки Вентейля — это сложный синтез на основе пастиччо из многих композиторов, таких, как Вагнер, Франк, Шуберт и Форе». Особое впечатление на писателя произвело интерпретация сонаты Франка его учеником — Джорджи Энеску.
Одной из наиболее известных интерпретаций Сонаты считается дуэт Святослава Рихтера и Давида Ойстраха, причём последний относился к ней с предубеждением. По словам Рихтера: «Среди трёх-четырех программ, составленных нами совместно, некоторые разногласия возникли лишь по поводу сонаты Франка. Играл он её, разумеется, хорошо, но не принимал по-настоящему всерьёз, считал едва ли не салонной музыкой. Я же восхищался Франком и его волшебной сонатой. Не есть ли она соната прустовского Вентейля?».